# سلنا (نام)
سلنا (‎/səˈliːnə/‎) نامی زنانه با ریشه یونانی است که احتمالاً تغییر شکل یافته سلنه، الهه و شخصیت ماه در اساطیر و دین یونان باستان است.
سلنا می‌تواند به افراد زیر اشاره داشته‌باشد:
- سلنا استیل، بازیگر پورنوگرافی آمریکایی
- سلنا رز، بازیگر پورنوگرافی آمریکایی
- سلنا رویل، بازیگر آمریکایی
- سلنا سیلور، بازیگر پورنوگرافی استرالیایی
- سلنا کوینتانیلا پرز، خواننده و بازیگر آمریکایی
- سلنا گومز، خواننده و بازیگر آمریکایی